# Damir Miranda
Damir Miranda Mercado (Santa Cruz de la Sierra, 26 de outubro de 1985) é um futebolista profissional boliviano que atua como defensor, atualmente defende o Bolivar.

## Carreira
Damir Miranda se profissionalizou no Bolivar.

## Seleção
Damir Miranda integrou a Seleção Boliviana de Futebol na Copa América de 2015.